# Ломикамінь: антологія українського верлібру
Ломикамінь: антологія українського верлібру — антологія українського вільного вірша, упорядкована Марією Шунь та Оленою Пашук. Книжка вийшла друком у видавництві «Піраміда» у 2018 році. ISBN 978-966-441-517-7.

## З видавничої анотації
Антологія українського верлібру «Ломикамінь» є першим системним зібранням українського вільного вірша, що містить твори 222 авторів із різних регіонів України, а також представників як старшого, так і молодшого поколінь української діаспори. Розпочато її верлібрами класиків української літератури, таких як Іван Франко та Леся Українка, поетів Розстріляного Відродження, Нью-Йоркської групи, Київської школи поезії, і продовжено майстрами слова всіх наступних творчих поколінь.

## Автори
В антології «Ломикамінь: антологія українського верлібру» представлено твори таких письменників: Іван Франко, Леся Українка, Володимир Свідзінський, Костянтин Буревій, Михайло Драй-Хмара, Олекса Слісаренко, Павло Тичина, Михайль Семенко, Микола Хвильовий, Майк Йогансен, Тодось Осьмачка, Валер'ян Поліщук, Андрій Чужий, І Василь Бобинський, Михайло Орест, Василь Хмелюк, Ґео Шкурупій, Гео Коляда, Святослав Гординський, Василь Мисик, Василь Барка, Юрій Косач, Вадим Лесич, Богдан Нижанківський, Марта Калитовська, Зіновій Бережан, Віра Вовк, Михайло Клименко, Ліда Палій, Богдан Бойчук, Женя Васильківська, Дмитро Павличко, Юрій Коломиєць, Ліна Костенко, Емма Андієвська, Володимир Лучук, Йосип Струцюк, Юрій Тарнавський, Борис Олійник, Богдан Рубчак, Василь Симоненко, Дмитро Чередниченко, Микола Вінграновський, Іван Драч, Патриція Килина, Володимир Підпалий, Олег Коверко, Віктор Могильний, Василь Стус, Валерій Ілля, Ігор Калинець, Тарас Мельничук, Борис Нечерда, Микола Холодний, Гостиняк Степан, Микола Воробйов, Роман Кудлик, Раїса Лиша, Роман Лубківський, Оксана Сенатович, Василь Рубан, Станіслав Вишенський, Володимир Затуливітер, Марко Царинник, Василь Голобородько, Світлана Йовенко, Григорій Тименко, Віктор Кордун, Михайло Григорів, Софія Майданська, Анатолій Мойсієнко, Валентина Отрощенко, Ярослава Павличко, Ярослав Павуляк, Михайло Саченко, Юрій Ковалів, Олег Лишега, Микола Семенюк, Грицько Чубай, Роман Бабовал, Галина Кирпа, Анатолій Кичинський, Василь Густі, Теодозія Зарівна, Неоніла Стефурак, Юрій Винничук, Клава Корецька, Надія Мориквас, Василь Старун, Наталка Білоцерківець, Людмила Таран, Роман Вархол, Віктор Вербич, Василь Герасим'юк, Юрко Ґудзь, Ярослав Довган, Петро Коробчук, Юрій Гаврилюк, Олександр Гриценко, Олесь Ільченко, Надія Стрем, Віктор Мельник, Віктор Недоступ, Ігор Ольшевський, Лана Перлулайнен, Юрко Позаяк, Ігор Римарук, Тадей Карабович, Петро Мідянка, Галина Яструбецька, Юрій Андрухович, Оксана Забужко, Світлана Короненко, Марія Ревакович, Олександр Ірванець, Іван Малкович, Віктор Неборак, Лідія Повх, Василь Слапчук, Віталій Борисполець, Олександр Бригинець, Євген Запека, Семен Либонь, Ігор Маленький, Анатолій Махонюк, Василь Терещук, Віктор Шило, Марія Шунь, Оксана Яблонська, Віктор Виноградов, Павло Вольвач, Володимир Жовнорук, Марія Кривенко, Аттила Могильний, Кость Москалець, Борис Щавурський, Назар Гончар, Василь Махно, Степан Процюк, Роман Садловський, Володимир Цибулько, Борис Гуменюк, Іван Лучук, Марія Микицей, Мар'яна Нейметі, Мар'яна Ільницька, Юрій Лазірко, Наталя Трохим, Світлана Бреславська, Тарас Девдюк, Галина Петросаняк, Ярина Сенчишин, Вікторія Стах, Іван Ципердюк, Олександр Клименко, Дана Рудик, Юрко Садловський, Олег Соловей, Євгенія Чуприна, Мар'яна Кіяновська, Ростислав Мельників, Мар'яна Савка, Андрій Бондар, В'ячеслав Гук, Анатолій Дністровий, Сергій Жадан, Галина Крук, Оксана Луцишина, Світлана Поваляєва, Олена Степаненко, Костянтин Коверзнєв, Оксана Куценко, Артем Полежака, Юрій Кучерявий, Тетяна Мельник, Тетяна Бондар, Ніна Кур'ята, Дмитро Лазуткін, Ганна Осадко, Ольга Ляснюк, Катріна Хаддад, Юрій Ганошенко, Олена Гусейнова, Олег Романенко, Олеся Сандига, Юлія Косівчук, Микола Леонович, Ганна Яновська, Олег Коцарев, Олеся Мамчич, Ірина Новіцька, Олена Пашук, Тата Рівна, Софія Сітало, Ірина Цілик, Ярослав Гадзінський, Макс Лижов, В'ячеслав Митрога, Богдана Гайворонська, Інна Завгородня, Павло Коробчук, Анна Малігон, Заза Пауалішвілі, Олесь Барліг, Уляна Галич, Вік Коврей, Юлія Стахівська, Любов Якимчук, Богдан-Олег Горобчук, Галина Гевків, Максим Солодовник, Марія Козиренко, Лесь Белей, Андрій Любка, Марк Лівін, Катерина Девдера, Олена Герасим'юк, Григорій Семенчук, Ігор Астапенко, Ольга Перехрест, Олена Руда, Марта Брижак.

## Видання
- Ломикамінь: антологія українського верлібру. — Львів: ЛА «Піраміда», 2018. — 620 с.

## Рейтинги
Книжка ввійшла до коротких списків книжкового рейтингу «Книжка року 2018» (номінація «Поезія/афористика»).